# Charles Marville
Charles Marville pseudonimo di Charles François Bossu (Parigi, 17 luglio 1813 – Parigi, 1º giugno 1879) è stato un fotografo francese, noto per aver fotografato Parigi durante la sua trasformazione di metà Ottocento e per essere stato il fotografo ufficiale della città..

## Biografia
Poco si sa di Charles Marville riguardo alla sua vita, poiché le informazioni sono state raccolte soltanto nel Novecento da alcuni accademici.
Nato a Parigi da una famiglia agiata, si specializzò prima come illustratore di libri, per poi passare alla neonata fotografia nel 1850. Molto legato alla sua città natale, pur avendo viaggiato in Europa, sono le fotografie calate in una realtà quotidiana ottocentesca ad ottenere sin da subito un generale apprezzamento da parte del pubblico.

### Fotografo ufficiale di Parigi (dal 1862)
Dotato di una fama ormai consolidata, nel 1862 viene nominato fotografo ufficiale della capitale francese: la sua accurata documentazione fotografica della trasformazione di Parigi dagli anni '50 ai '70 dell'Ottocento è considerata di fondamentale importanza, tra foto che celebrano la nuova Parigi voluta da Napoleone III e il Barone Haussmann da una parte e foto che fanno percepire la desolazione e la criticità igienica e sociale dei quartieri popolari e centrali medievali.

La vecchia Parigi a metà Ottocento
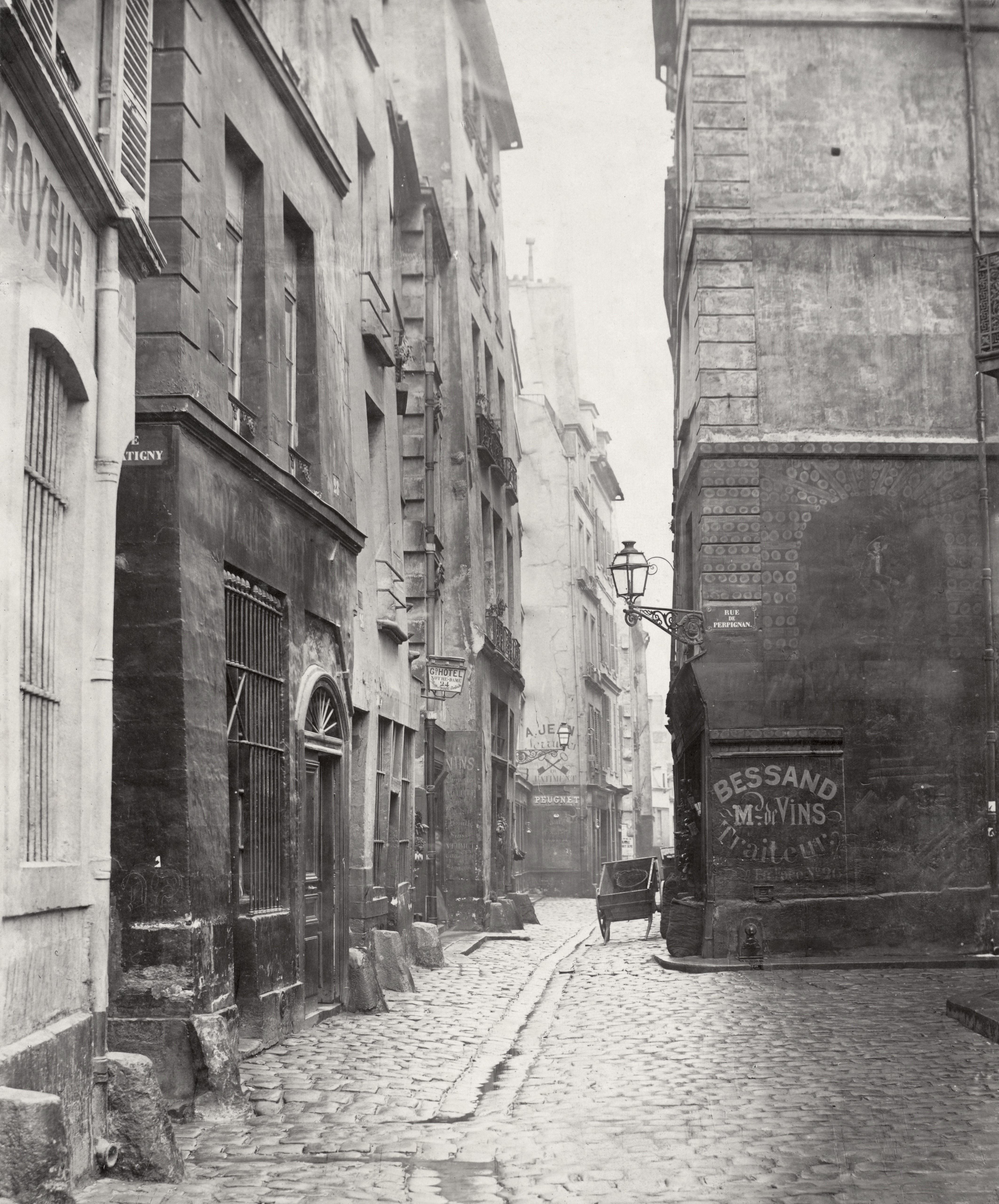
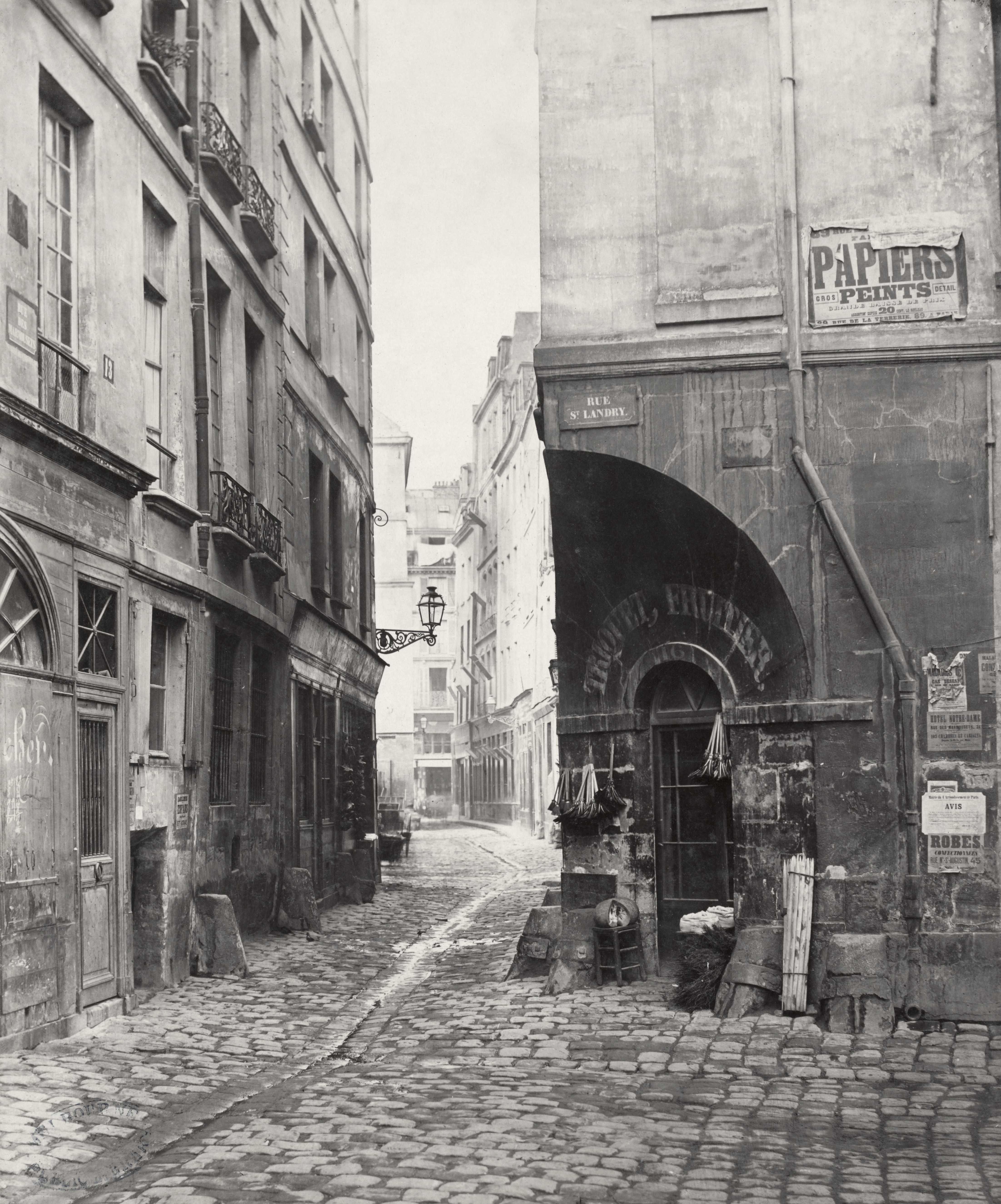
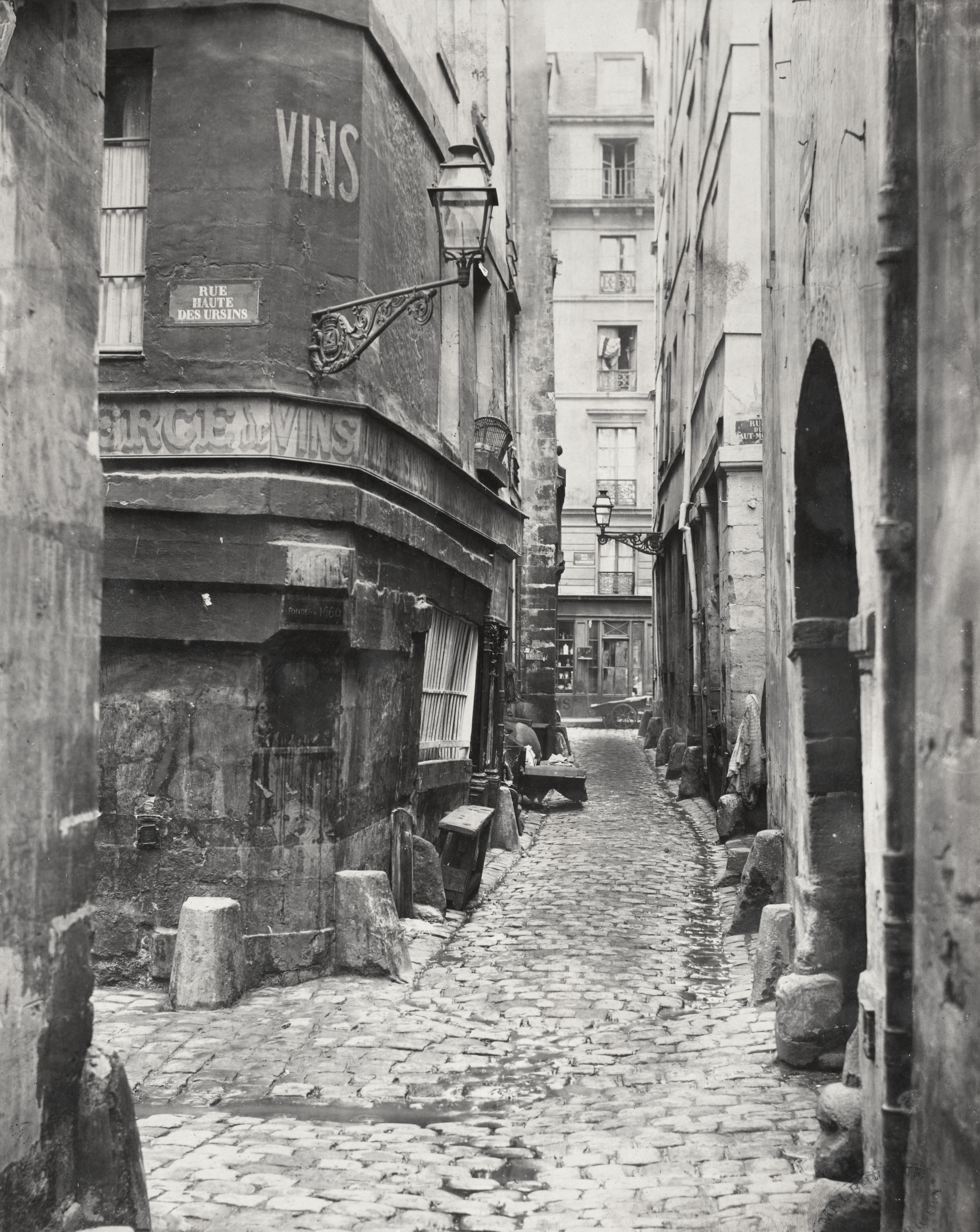
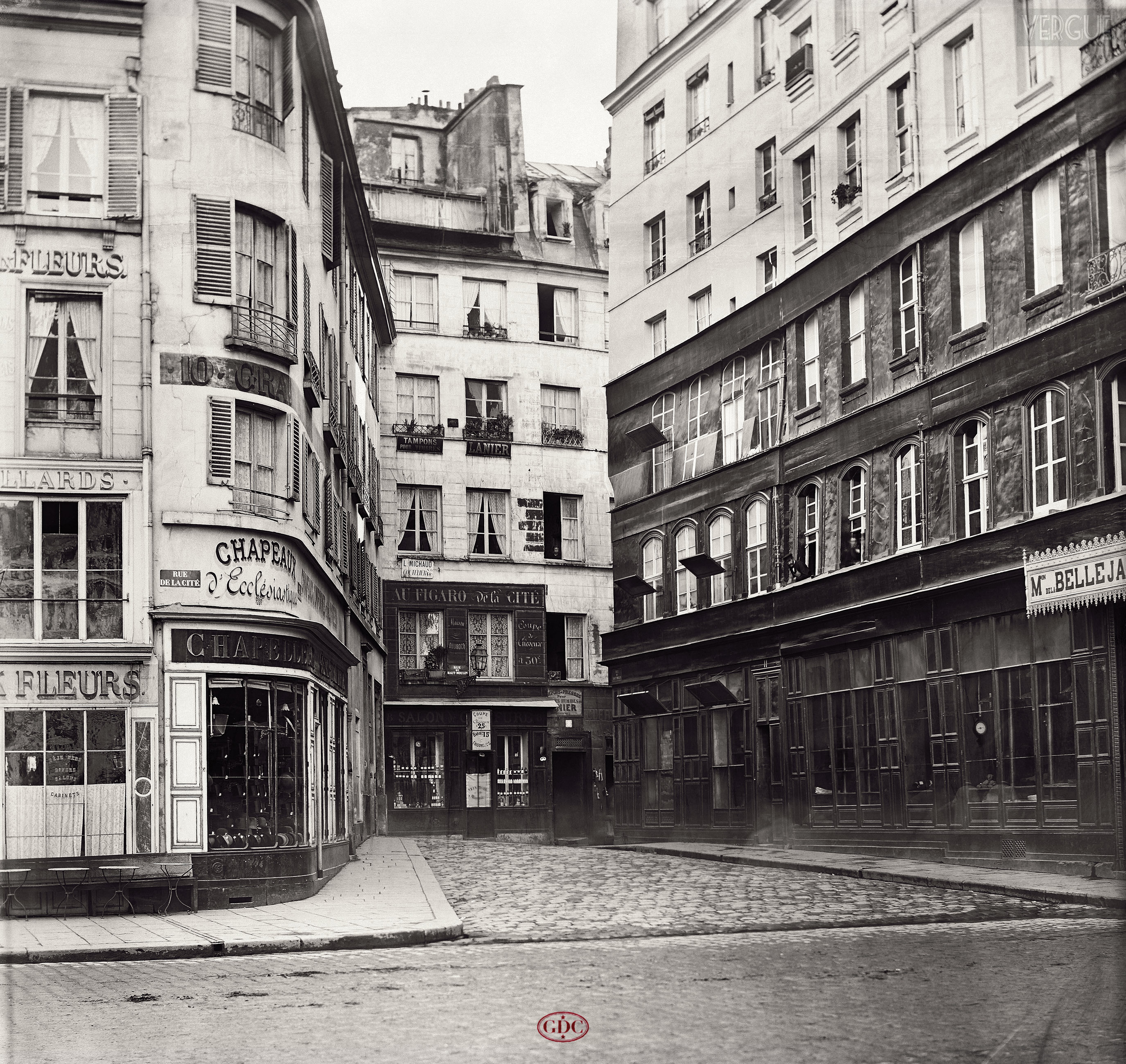
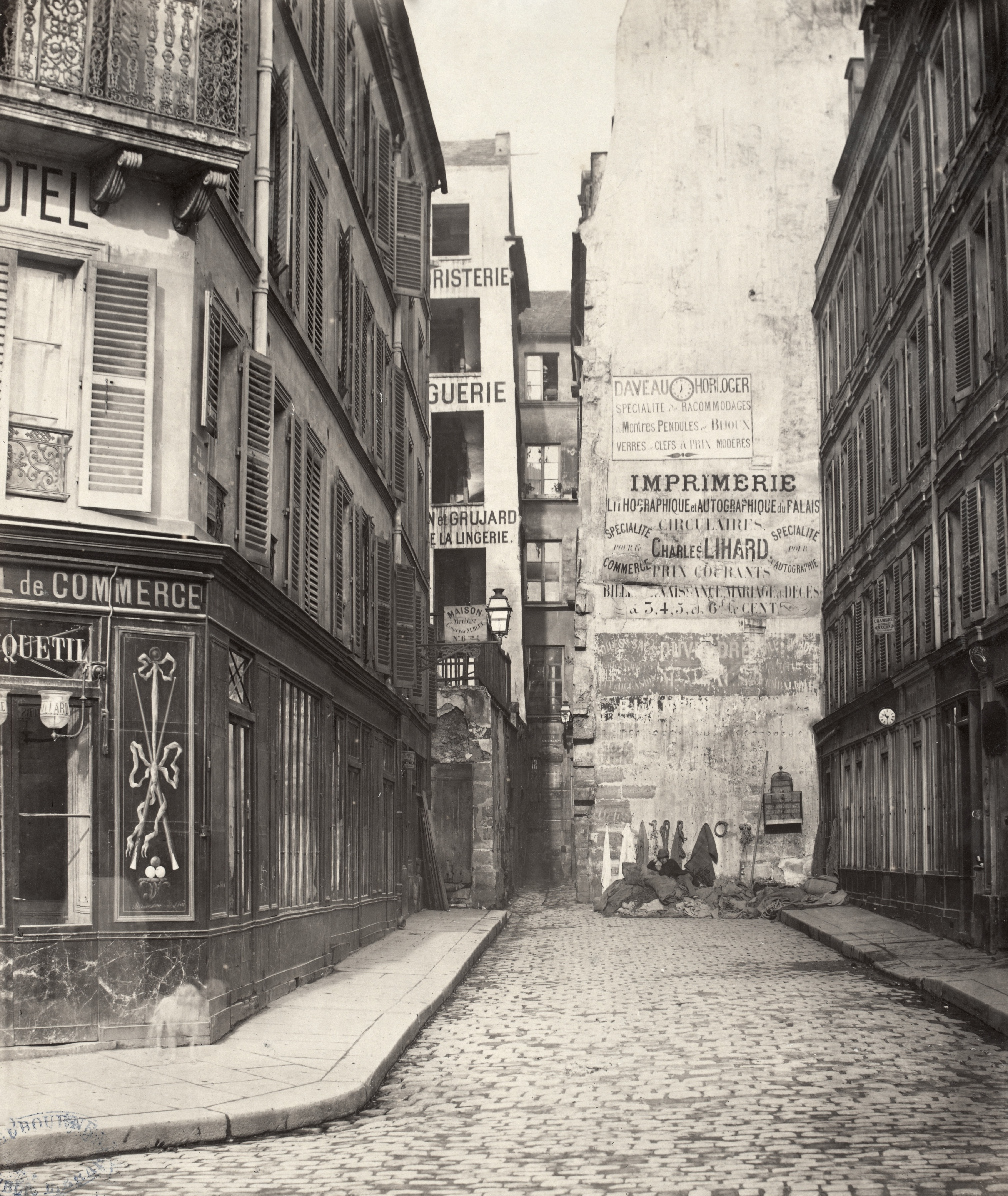
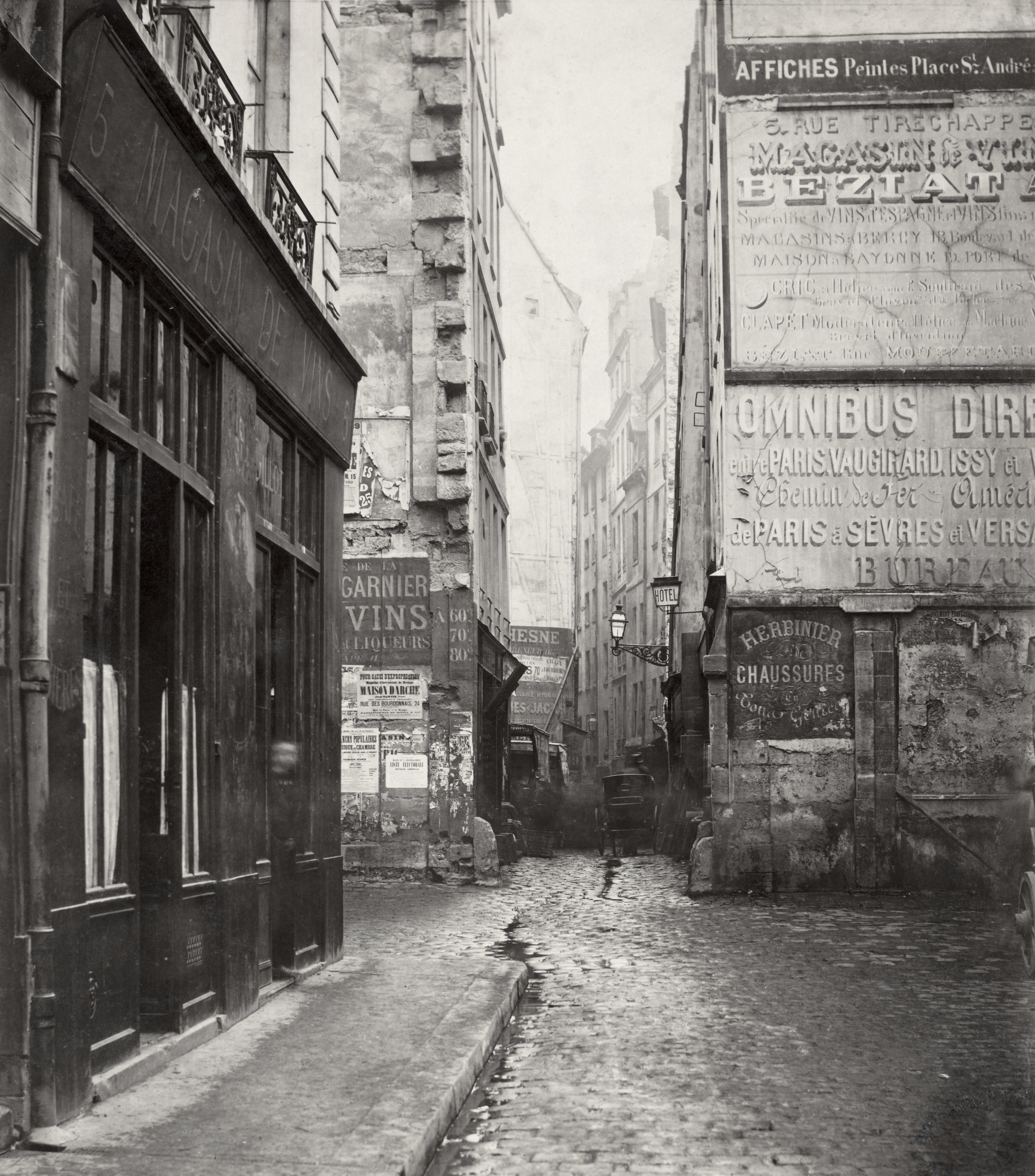

La nuova Parigi
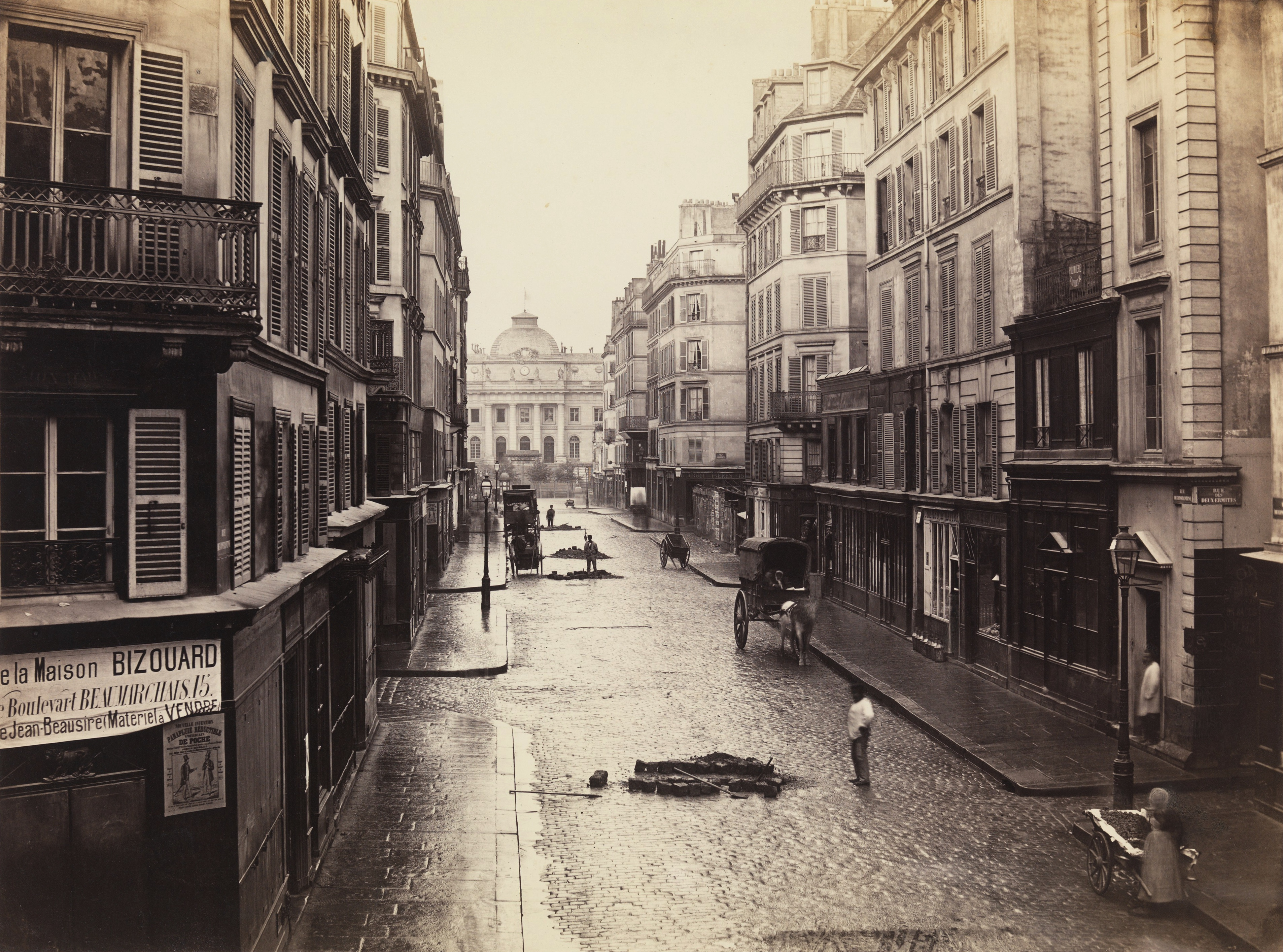
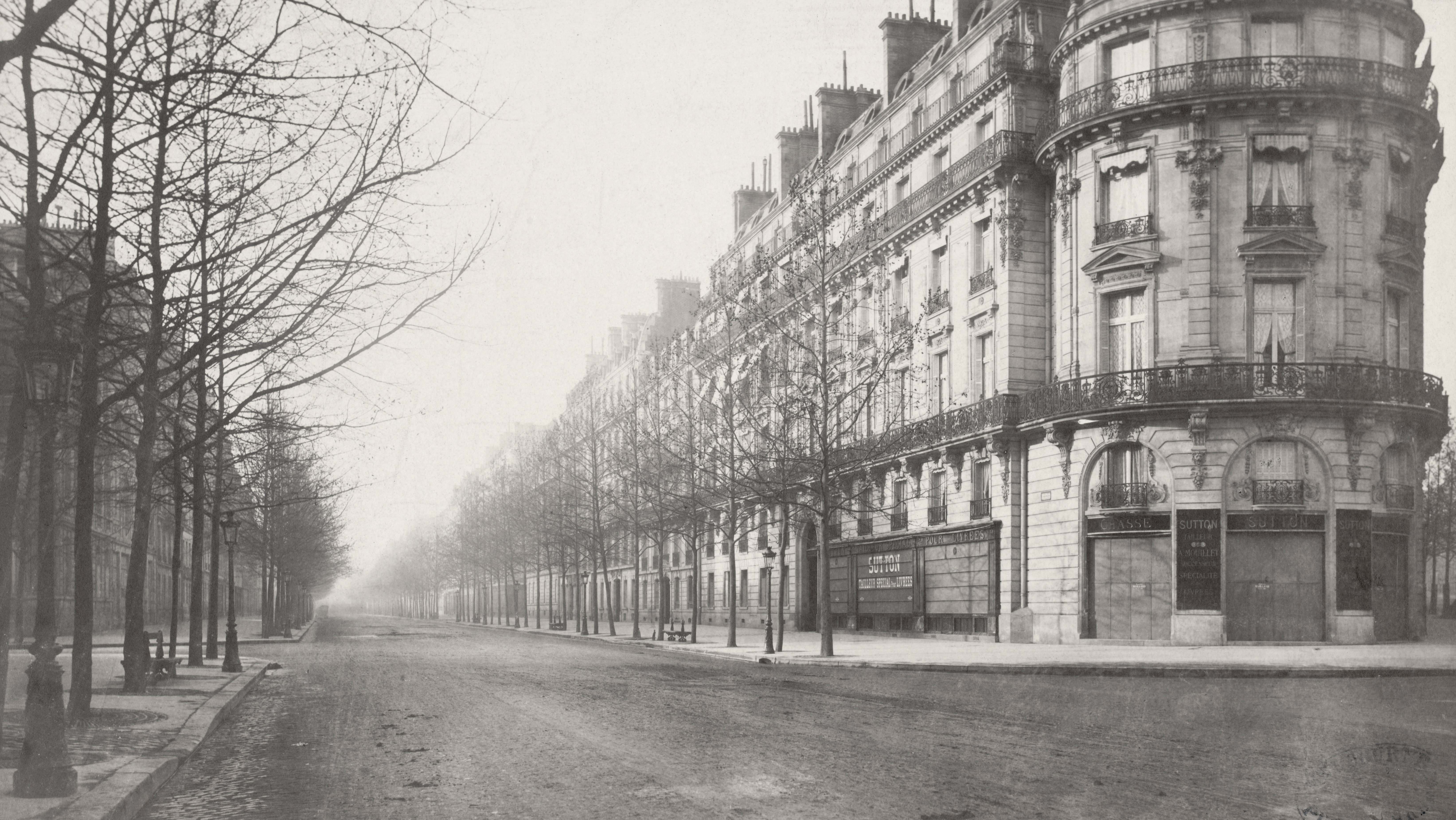
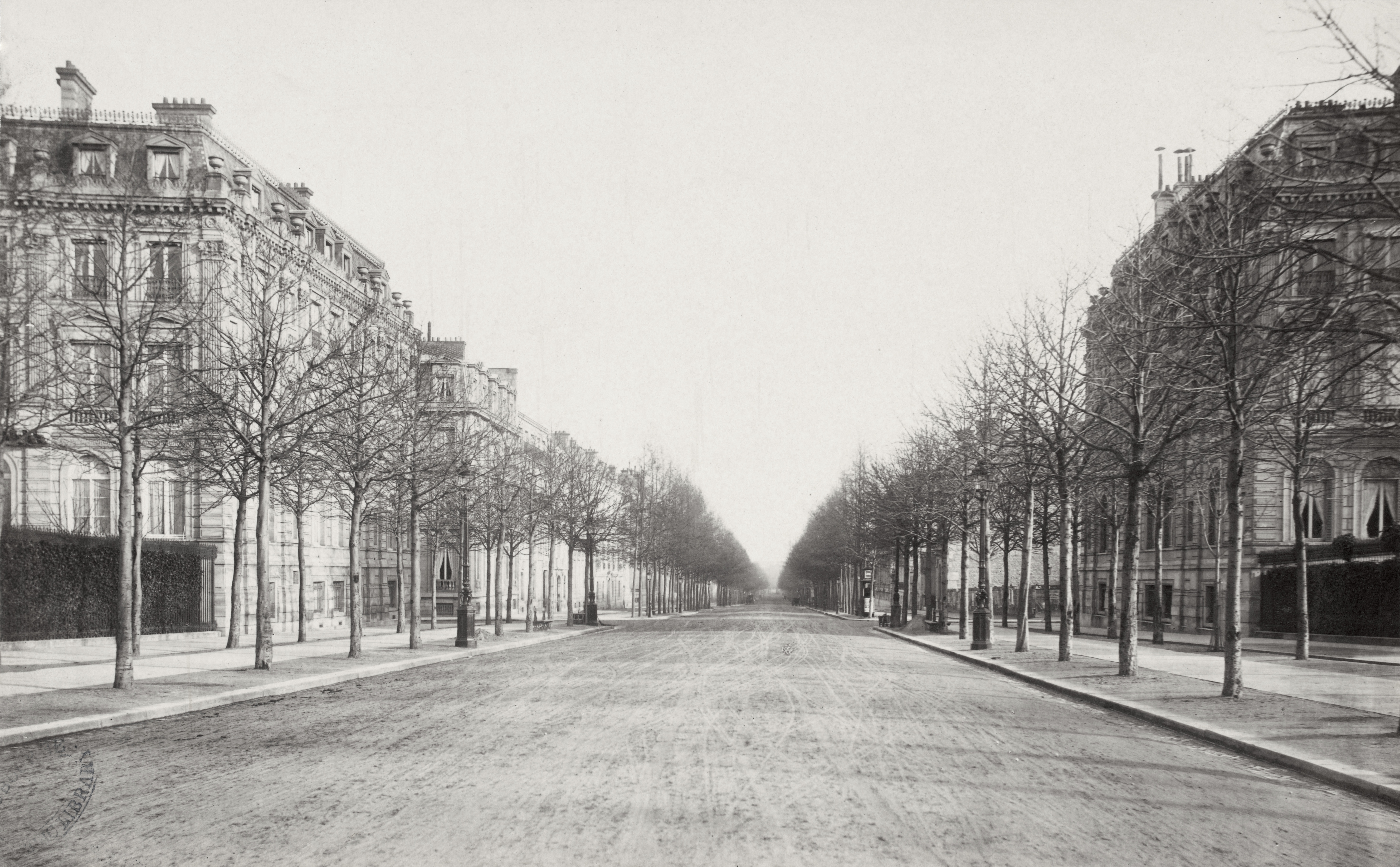